# Carl Adolph Heinrich Heß
Carl Adolph Heinrich Heß (* 1769 in Dresden; † 3. Juli 1849 in Wilhelmsdorf, heute Stadt Wien, Bezirk Meidling) war ein deutscher Tiermaler.
Heß bildete sich teils unter Kloß, teils durch das Studium nach alten Meistern und errang, besonders nachdem er Russland, Ungarn und die Türkei als aufmerksamer Beobachter durchreist hatte, eine Meisterschaft in der Darstellung der Pferde. Meyers Konversationslexikon von 1888 rühmt seine Pferdedarstellungen mit folgenden Worten: „Wenige andere Maler haben ein so tiefes Verständnis der Pferderassen in ihrem Zusammenhang mit Volk und Land an den Tag gelegt wie Heß, dessen Bilder auch in Beziehung auf Hintergründe und Menschenfiguren trefflich sind.“
Seit 1808 in Wien ansässig, wo er Lehrer an der Kunstakademie wurde, starb Heß am 3. Juli 1849 in Wilhelmsdorf bei Wien.

## Werke (Auswahl)
- Pferdewerk (12 Bl., 1807), Studienblätter für Pferdeliebhaber
- Durchmarsch der Uralischen Kosaken durch Böhmen, 1799
- Pferdeköpfe, Lithographien in natürlicher Größe, Wien 1825